# Narcos
Narcos is een Amerikaanse televisieserie. De eerste twee seizoenen gingen over de DEA-jacht op Pablo Escobar en zijn Medellínkartel van eind jaren 70 tot begin jaren 90 van de twintigste eeuw. Het eerste seizoen van de serie ging op 28 augustus 2015 in première op Netflix. Op 2 september 2016 verscheen het tweede seizoen op Netflix en op 1 september 2017 verscheen het derde seizoen, dat zich richtte op het Calikartel. De vervolgserie genaamd Narcos: Mexico focust op Mexico, waarbij de focus ligt op het Guadalajarakartel.

## Rolverdeling
| Acteur           | Personage               | Seizoen | Seizoen | Seizoen | Totaal |
| Acteur           | Personage               | 1       | 2       | 3       | Totaal |
| ---------------- | ----------------------- | ------- | ------- | ------- | ------ |
| Pedro Pascal     | Javier Peña             | 10 afl. | 10 afl. | 10 afl. | 30     |
| Wagner Moura     | Pablo Escobar           | 10 afl. | 10 afl. |         | 20     |
| Boyd Holbrook    | Steve Murphy            | 10 afl. | 10 afl. |         | 20     |
| Alberto Ammann   | Pacho Herrera           | 4 afl.  | 7 afl.  | 9 afl.  | 20     |
| Paulina Gaitán   | Tata Escobar            | 9 afl.  | 10 afl. |         | 19     |
| Raúl Méndez      | César Gaviria           | 7 afl.  | 10 afl. |         | 17     |
| Damián Alcázar   | Gilberto Rodríguez      |         | 7 afl.  | 10 afl. | 17     |
| Francisco Denis  | Miguel Rodríguez        |         | 7 afl.  | 10 afl. | 17     |
| Paulina García   | Hermilda Gaviria        | 7 afl.  | 8 afl.  |         | 15     |
| Diego Cataño     | La Quica                | 7 afl.  | 8 afl.  |         | 15     |
| Joanna Christie  | Connie Murphy           | 10 afl. | 4 afl.  |         | 14     |
| Maurice Compte   | Horacio Carillo         | 9 afl.  | 3 afl.  |         | 12     |
| Stephanie Sigman | Valeria Vélez           | 9 afl.  | 2 afl.  |         | 11     |
| Juan Pablo Raba  | Gustavo Gaviria         | 8 afl.  | 2 afl.  |         | 10     |
| Matias Varela    | Jorge Salcedo           |         |         | 10 afl. | 10     |
| Taliana Vargas   | Paola Salcedo           |         |         | 10 afl. | 10     |
| Jorge A. Jimenez | Poison                  | 8 afl.  | 1 afl.  |         | 9      |
| Pêpê Rapazote    | Chepe Santacruz Londoño |         |         | 9 afl.  | 9      |
| Javier Cámara    | Guillermo Pallomari     |         |         | 6 afl.  | 6      |

## Productie
De serie werd in april 2014 aangekondigd als partnerschap tussen Netflix en Telemundo. De serie is geschreven door Chris Brancato en geregisseerd door de Braziliaanse José Padilha. De serie werd in de tweede helft van 2014 opgenomen in Colombia, onder meer in Escobars geboortestad Medellín. Op 3 september 2015 kondigde Netflix op Twitter het tweede seizoen aan. Netflix heeft op 6 september 2016 bevestigd dat Narcos in 2017 een derde seizoen krijgt. Op 18 juli 2018 werd aangekondigd dat het vierde seizoen zal worden omgezet in een nieuwe Netflix-serie die verder gaat onder de titel Narcos: Mexico.

## Afleveringen

### Seizoen 1 (2015)
| Nr. | Afl. | Titel                       | Regisseur         | Schrijver                                 | Vrijgegeven      |
| --- | ---- | --------------------------- | ----------------- | ----------------------------------------- | ---------------- |
| 1   | 1    | Descenso                    | José Padilha      | Chris Brancato, Carlo Bernard & Doug Miro | 28 augustus 2015 |
| 2   | 2    | The Sword of Simón Bolivar  | José Padilha      | Chris Brancato                            | 28 augustus 2015 |
| 3   | 3    | The Men of Always           | Guillermo Navarro | Dana Calvo                                | 28 augustus 2015 |
| 4   | 4    | The Palace in Flames        | Guillermo Navarro | Chris Brancato                            | 28 augustus 2015 |
| 5   | 5    | There Will Be a Future      | Andi Baiz         | Dana Ledoux Miller                        | 28 augustus 2015 |
| 6   | 6    | Explosivos                  | Andi Baiz         | Andy Black                                | 28 augustus 2015 |
| 7   | 7    | You Will Cry Tears of Blood | Fernando Coimbra  | Zach Calig                                | 28 augustus 2015 |
| 8   | 8    | La Gran Metira              | Fernando Coimbra  | Allison Abner                             | 28 augustus 2015 |
| 9   | 9    | La Catedral                 | Andi Baiz         | Nick Schenk & Chris Brancato              | 28 augustus 2015 |
| 10  | 10   | Despegue                    | Andi Baiz         | Nick Schenk & Chris Brancato              | 28 augustus 2015 |

### Seizoen 2 (2016)
| Nr. | Afl. | Titel                           | Regisseur       | Schrijver                                                                                             | Vrijgegeven      |
| --- | ---- | ------------------------------- | --------------- | --- | ---------------- |
| 11  | 1    | Free at Last                    | Gerardo Naranja | Adam Fierro                                                                                           | 2 september 2016 |
| 12  | 2    | Cambalache                      | Gerardo Naranja | Zachary Reiter                                                                                        | 2 september 2016 |
| 13  | 3    | Our Man in Madrid               | Andrés Baiz     | Zachary Reiter Steve Lightfoot                                                                        | 2 september 2016 |
| 14  | 4    | The Good, the Bad, and the Dead | Andrés Baiz     | Script: Zachary Reiter, Carlo Bernard, Doug Miro Verhaal: T.J. Brady, Rasheed Newson, Steve Lightfoot | 2 september 2016 |
| 15  | 5    | The Enemies of My Enemy         | Josef Wladyka   | Script: T.J. Brady, Rasheed Newson, Carlo Bernard, Doug Miro Verhaal: T.J. Brady, Rasheed Newson      | 2 september 2016 |
| 16  | 6    | Los Pepes                       | Josef Wladyka   | Julie Siege                                                                                           | 2 september 2016 |
| 17  | 7    | Deutschland 93                  | Josef Wladyka   | Carlo Bernard, Doug Miro                                                                              | 2 september 2016 |
| 18  | 8    | Exit El Patrón                  | Gerardo Naranja | Script: Gideon Yago, Curtis Gwinn Verhaal: Gideon Yago                                                | 2 september 2016 |
| 19  | 9    | Nuestra Finca                   | Andrés Baiz     | Julie Siege, Clayton Trussell                                                                         | 2 september 2016 |
| 20  | 10   | Al Fin Cayó!                    | Andrés Baiz     | Carlo Bernard, Doug Miro                                                                              | 2 september 2016 |

### Seizoen 3 (2017)
| Nr. | Afl. | Titel                            | Regisseur        | Schrijver                              | Vrijgegeven      |
| --- | ---- | -------------------------------- | ---------------- | -------------------------------------- | ---------------- |
| 21  | 1    | The Kingpin Strategy             | Andi Baiz        | Carlo Bernard, Doug Miro, Eric Newman  | 1 september 2017 |
| 22  | 2    | The Cali KGB                     | Andi Baiz        | Carlo Bernard, Doug Miro, Eric Newman  | 1 september 2017 |
| 23  | 3    | Follow the Money                 | Gabriel Ripstein | David Matthews                         | 1 september 2017 |
| 24  | 4    | Checkmate                        | Gabriel Ripstein | Andy Black                             | 1 september 2017 |
| 25  | 5    | MRO                              | Josef Wladyka    | Ashley Lyle, Bart Nickerson            | 1 september 2017 |
| 26  | 6    | Best Laid Plans                  | Josef Wladyka    | Jason George                           | 1 september 2017 |
| 27  | 7    | Sin Salida                       | Fernando Coimbra | Santa Sierra, Clayton Trussell         | 1 september 2017 |
| 28  | 8    | Convivir                         | Fernando Coimbra | Andy Black                             | 1 september 2017 |
| 29  | 9    | Todos Los Hombres del Presidente | Andi Baiz        | Jason George, Carlo Bernard, Doug Miro | 1 september 2017 |
| 30  | 10   | Going Back to Cali               | Andi Baiz        | Carlo Bernard, Doug Miro               | 1 september 2017 |

## Ontvangst
De serie heeft hoofdzakelijk positieve kritieken ontvangen. Op onlinefilmdatabase IMDb hebben meer dan 37.500 gebruikers de serie met gemiddeld een 9,1 beoordeeld, waarmee het in de top 30 van best beoordeelde televisieseries staat. De serie is zo populair geworden dat zelfs de bookmakers besloten om in hun aanbod een Narcos-speelautomaat op te nemen die in 2019 door NetEnt werd geproduceerd.

### Seizoen 1
Website Rotten Tomatoes komt voor het eerste seizoen op 76% positieve kritieken na 43 recensies.  Website Metacritic komt tot een score van 77/100, gebaseerd op 19 recensies. nrc.next stelde dat 'de slimme mix van feit en fictie, samen met het uitstekende acteerwerk van Wagner Moura (Escobar), een onderhoudende tv-serie oplevert'. De Volkskrant: 'De serie ziet er schitterend uit (...) maar Narcos is vooral de aandacht waard vanwege de rol van de Braziliaanse acteur Wagner Moura als de charismatische en moordzuchtige Pablo Escobar.'

### Seizoen 2
Op Rotten Tomatoes geeft 92% van de 24 recensenten het tweede seizoen een positieve recensie, met een gemiddelde score van 7,44/10. Website Metacritic komt tot een score van 76/100, gebaseerd op 13 recensies. De Volkskrant schreef: 'Moura belichaamt zowel "opkomst" als "ondergang", als de bravoure en de tragiek van het personage Escobar tot in de kleinste details.' NRC gaf het tweede seizoen 4 sterren.

### Seizoen 3
Op Rotten Tomatoes geeft 97% van de 29 recensenten het derde seizoen een positieve recensie, met een gemiddelde score van 7,46/10. Website Metacritic komt tot een score van 78/100, gebaseerd op 9 recensies. De Volkskrant schreef: 'Er is geen moment waarbij de afwezigheid van Pablo Escobar en Steve Murphy in de serie als een gemis voelt. Sterker nog, zonder hen doet Narcos herboren aan.' NRC gaf het derde seizoen 4 sterren, en schreef: 'Indrukwekkend aan Narcos blijft de ontnuchterende manier waarop de oorlog tegen drugs in Colombia, en de rol daarin van de VS, wordt neergezet.'